# Вечорки
Вечорки (укр. Вечірки) — село,
Березоворудский сельский совет,
Пирятинский район,
Полтавская область,
Украина.
Код КОАТУУ — 5323880703. Население по переписи 2001 года составляло 370 человек.
Село указано на специальной карте Западной части России Шуберта 1826-1840 годов 

## Географическое положение
Село Вечорки находится на левом берегу реки Перевод,
выше по течению на расстоянии в 5 км расположено село Белошапки,
ниже по течению на расстоянии в 5 км расположено село Червоное,
на противоположном берегу — село Берёзовая Рудка.
Вокруг села много ирригационных каналов.

## Экономика
- ЧП «Мрия».

## Объекты социальной сферы
- Клуб.

## Религия

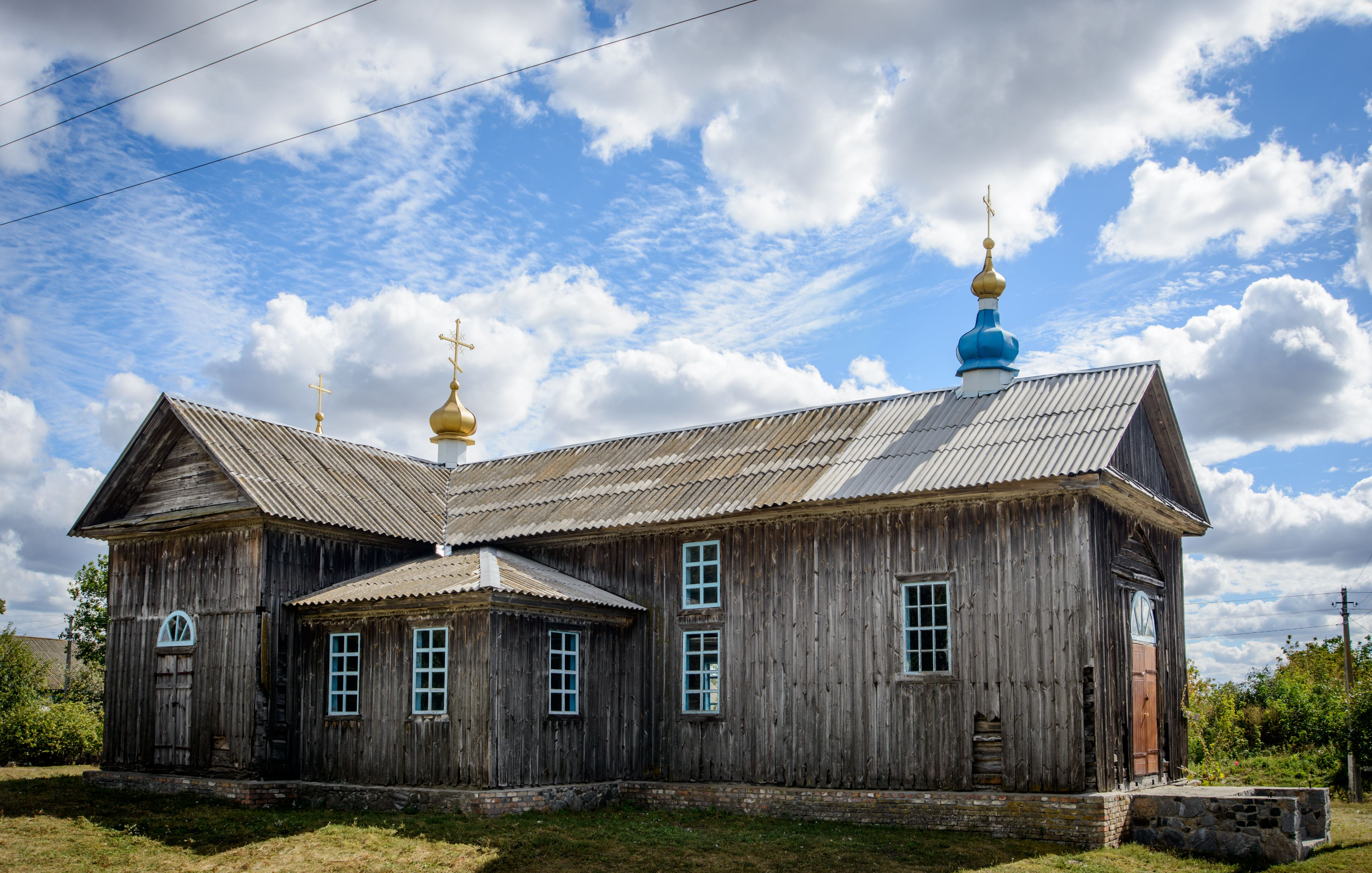
Церковь Успения Пресвятой Богородицы

Церковь Успения Пресвятой Богородицы 1848 год, действует.

## Известные уроженцы
- Андрузский, Георгий Львович (1827—?) — общественно-политический деятель, ученый, поэт.
- Сербин, Фёдор Петрович (1919—1999) — Герой Советского Союза.
- Цыбань, Петр Федорович (1909—1943) — Герой Советского Союза, гвардии лейтенант.